# Pandémie de Covid-19 au Yémen
La pandémie de Covid-19 au Yémen démarre officiellement le 10 avril 2020. À la date du 5 novembre 2022, le bilan est de 2 159 morts.
Le premier cas confirmé concernant la pandémie de Covid-19 au Yémen a été annoncé le 10 avril 2020 avec un événement à Hadhramaut. Les organisations ont qualifié la nouvelle de « coup dévastateur » et de « scénario cauchemar » étant donné la situation humanitaire déjà dramatique du pays.
Le pays est considéré comme extrêmement vulnérable à l'épidémie, étant donné la situation humanitaire désastreuse due à la guerre civile yéménite, exacerbée par la famine en cours, les épidémies de choléra et le blocus militaire imposé par l'Arabie saoudite et ses alliés,. Le système de santé yéménite a été « presque décimé » par la guerre, avec de nombreux établissements de santé détruits par des frappes aériennes et des bombardements et un manque de personnel de santé. 

## Contexte sanitaire
Plus de 5 ans de conflit armé ont mis à mal le système de santé au Yémen. En juin 2020, si rien ne change, le nombre de décès par COVID-19 devraient augmenter à Aden, et pourrait être catastrophique dans le pays, selon Altaf Musani (représentant de l'OMS au Yémen), relayé par la revue The Lancet. Une modélisation récente tenant compte du contexte du Yémen, laisse craindre (sauf si de sérieuses mesures d'atténuation sont rapidement mises en place) 28 millions de personnes infectées et plus de 65 000 décès pour 494 000 hospitalisations. 
Début 2020, seuls 50% des établissements de santé du pays sont opérationnels et en mai 2020, et ils doivent en outre répondre au même moment à trois autres épidémies, de choléra, de chikungunya et de diphtérie.
Au 4 juin 2021, malgré le contexte, cette épidémie n'aura pas été très importante.

## Chronologie

### Avril 2020
Le premier cas a été confirmé le 10 avril, le patient était un homme de 60 ans dans la région productrice de pétrole du sud de Hadhramaut. Il reste dans un état stable. Les autorités ont depuis fermé le port où l'homme travaillait et dit aux autres employés de s'isoler pendant deux semaines. Les régions voisines de Shabwah et al-Mahrah ont scellé leurs frontières avec Hadhramaut, où un couvre-feu nocturne de 12 heures a été imposé.
Le 23 avril, le gouverneur de Hadramout, Faraj Salmin Al-Bahsni, a déclaré dans une interview à la télévision Al-Arabiya que le résultat du dernier examen que la personne avait subi le 22 avril après sa convalescence était négatif. 
Le 29 avril, le Yémen a enregistré cinq nouveaux cas de coronavirus, dont deux décès, tous dans la ville portuaire d'Aden, dans le sud du Yémen.
Deux sources proches du dossier ont déclaré à Reuters qu'il y avait au moins un cas confirmé à Sanaa, contrôlé par les Houthis, mais le ministère de la Santé du mouvement a nié cela et a déclaré que tous les cas suspects avaient été testés négatifs au Covid-19. 

### Mai 2020
Le 1er mai, le Yémen a signalé son premier cas dans le sud-ouest du gouvernorat de Taiz. 
Le 2 mai, trois autres cas ont été confirmés, un dans le gouvernorat de Taiz et deux dans la ville d'Aden. Le nouveau cas à Taiz avait été en contact avec la première infection de la province du sud-ouest. 
Le 4 mai, deux nouveaux cas ont été signalés à Hadhramaut. 
Le 5 mai, le gouvernement du sud a signalé 9 nouvelles infections, huit à Aden, ainsi qu'un nouveau décès et un cas à Hadhramaut. Les Houthis ont signalé leur premier cas, un ressortissant somalien, qui a été retrouvé mort dans un hôtel à Sanaa le 3 mai.
Le 6 mai, le Yémen a signalé ses trois premiers cas reconnus, dont un décès dans le gouvernorat de Lahij et une autre infection à Aden. Le comité d'urgence sur le coronavirus du gouvernement du Yémen soutenu par l'Arabie saoudite a également déclaré qu'un patient Covid-19 diagnostiqué plus tôt dans la province de Taiz était décédé.
Au 16 mai, les autorités yéménites, surtout dans le nord-Yemen semblent vouloir minimiser le nombre de morts : elles n'avaient signalé à l'OMS que 19 morts pour 126 cas (au 16 mai) alors que selon Médecins sans frontières (gestionnaire d'un « centre COVID-19 » à Aden, du 30 avril au 17 mai, ce seul centre avait admis 173 patients (dont 68 au moins sont morts), et selon un article scientifique (The Lancet, 30 mai 2020) l'ONG Save the Children d'Aden a signalé de son côté au moins 385 morts dans la semaine du 7 au 14 mai, des suites de symptômes pouvant être ceux de la COVID-19. Des agences humanitaires dénoncent des pressions visant à ce que ces informations ne circulent pas, et selon  Save the Children, des personnels de santé refusent de travailler (faute d'équipement individuel de protection) ; certains hôpitaux refusent même l'admission de patients ayant des symptômes de COVID-19  « Les hôpitaux ferment et les patients sont refoulés ou laissés pour mort ». Les écoles sont fermées, mais confinement est en outre très imparfait car la population n'a pas accès aux ressources basique (nourriture, eau) si elle reste au domicile. Par rapport aux pays d'Europe et des États-Unis, le nombre de malades mourant dans la classe des 40 à 50 ans est plus élevé. 24 millions de yéménites (80% de la population) auraient besoin d'une aide humanitaire. 
Dans le sud du pays, la coalition soutenue par l'Arabie saoudite (basée à Aden) avait en mars 2020 annoncé un cessez-le-feu pour faire face à la COVID-19, mais de nouveaux conflits éclatent entre la coalition et les Houthis (soutenus par l'Iran, basés à Sanaa au nord du pays) et avec les forces séparatrices du sud.
Fin mai, Altaf Musani (représentant local de l'OMS local) estime que le virus n'est plus contrôlé au Yémen, pays qui souffre en outre d'un accès réduit aux aides humanitaire et de difficultés pour payer le personnel de santé du pays (plus de 50 000 agents de santé).
L'OMS et d'autres agences des Nations unies demandent une aide urgente, incluant un soutien médical et en matériel de 179 millions de dollars. Une conférence d'annonces de contributions des donateurs est prévue en Arabie saoudite avec l'ONU, le 2 juin 2020.

### Juin 2021
Au 4 juin 2021, sur 28 498 683 habitants, il y a eu au total 6 767 cas avec 3 484 guérisons et 1 325 décès, avec un taux de mortalité à 19,58%, de guérison à 51,49% et  de personnes encore malades à 28,93%.

## Statistiques

Nombre de cas au Yémen depuis le début de l'épidémie.

Nombre de morts au Yémen depuis le début de l'épidémie.

## Prévention
En réponse à la menace croissante, les Houthis ont déclaré la suspension des vols internationaux le 15 mars. Les autorités yéménites se sont également mobilisées pour lutter contre la menace du coronavirus.
L'Agence des États-Unis pour le développement international (USAID) a déclaré le 26 mars qu'elle suspendrait partiellement ses opérations dans les zones tenues par les rebelles houthis en raison des restrictions imposées par les rebelles. En conséquence, Oxfam America a déclaré qu'elle serait forcée de mettre fin aux services essentiels à la prévention des coronavirus, y compris la promotion de l'hygiène et les soins de santé primaires. 
Après avoir exhorté les Nations unies à poursuivre les pourparlers de paix, la coalition dirigée par l'Arabie saoudite dans la guerre civile a appelé à un cessez-le-feu unilatéral le 9 avril à midi, pour soutenir les efforts visant à arrêter la propagation du virus. 
Après l'annonce du deuxième cas dans le gouvernorat de Taiz, le gouverneur de Taiz a annoncé le 2 mai qu'il fermait les frontières de la province pendant deux semaines, à l'exception des fournitures de nourriture et d'autres biens essentiels, afin d'empêcher la propagation du virus. 
Le 6 mai, les États-Unis ont annoncé qu'ils fourniraient 225 millions de dollars d'aide d'urgence au Yémen pour soutenir des programmes alimentaires, et ont appelé les Houthis à faire davantage pour permettre aux opérations d'aide de fonctionner « de manière indépendante et neutre ». Le secrétaire d'État américain Mike Pompeo a déclaré lors d'une conférence de presse que le financement engagé par Washington ira à l'opération alimentaire d'urgence du programme alimentaire mondial des Nations unies dans le sud du Yémen, ainsi qu'à sa réduction des opérations dans le nord du Yémen. 